# La Pernelle
La Pernelle is een gemeente in het Franse departement Manche (regio Normandië) en telt 272 inwoners (2004). De plaats maakt deel uit van het arrondissement Cherbourg.
Op een heuvel staat een Lourdesgrot, gebouwd in 1928. Dit Maria-bedevaartsoord is bestemming van een jaarlijkse bedevaart op 15 augustus.

## Geografie
De oppervlakte van La Pernelle bedraagt 7,1 km², de bevolkingsdichtheid is 38,3 inwoners per km². De gemeente ligt op het schiereiland Cotentin.
De onderstaande kaart toont de ligging van La Pernelle met de belangrijkste infrastructuur en aangrenzende gemeenten.

## Demografie
Onderstaande figuur toont het verloop van het inwonertal (bron: INSEE-tellingen).